# Hippoliet Van Peene
Hippoliet Jan Van Peene (Kaprijke, 1 januari 1811 - Gent, 19 februari 1864) was een Vlaams toneelschrijver. 
Van Peene is het bekendst van zijn in juli 1847 geschreven tekst voor de De Vlaamse Leeuw, het Vlaams volkslied, dat gecomponeerd werd door Karel Miry.
De tekstdichter inspireerde zich op de Leeuwenzang in de Brabantsche yeesten van Jan van Boendale.

## Biografie
Van Peene heeft een opleiding voor arts gevolgd aan de Rijksuniversiteit Leuven en vestigde zich in 1837 in Gent. Vanwege zijn belangstelling voor theater richtte hij daar een toneelkring op.
In 1841 schreef hij zijn eerste Vlaamse toneelstuk, Keizer Karel en de Berchemse boer. Van Peene schreef ongeveer zestig blijspelen, drama’s, en zangspelen. De bekendste zijn De twee echtscheidingen (1845) en Een man te trouwen (1845).
Van Peene was de eerste auteur, die de driejaarlijse Staatsprijs voor Toneelletterkunde ontving. Hij kreeg de prijs voor zijn drama Matthias, de beeldstormer.

## Trivia
- Aan de gevel van het Gemeentehuis van Kaprijke hangt een gedenkplaat voor de in de gemeente geboren toneelschrijver, deze plaat hing eerst in de wachtzaal van het gemeentehuis en werd daar onthuld in 1961.
- Aan een woning in de Peperstraat nr 11 in Gent is een gedenkplaat voor Hippoliet Van Peene aangebracht door de V.T.B..
- Op de Zuiderbegraafplaats (Gent) staat boven op zijn grafmonument zijn borstbeeld, werk van beeldhouwer Antoon Van Eename.
- in het NTGent staat een borstbeeld van hem gemaakt door beeldhouwer Theo Soudeyns.
- Aan de Vlaamsekaai 90-91 in Gent bevinden zich de "Villa H. Van Peene" en "Villa Karel Miry".
- In het STAM wordt een gedenkpenning van zijn geboorte bewaard.
- In zijn geboortedorp Kaprijke en ook in Mariakerke (Oost-Vlaanderen) is een straat naar hem genoemd. Ook in Brugge (wijk Sint Jozef) en in Antwerpen (wijk Kiel) is een straat naar hem vernoemd.
- In de jaren '50 en '60 van de twintigste eeuw werd de Hippoliet Van Peene-stichting opgericht die zich bezighield met zijn artistieke erfenis.

## Externe links

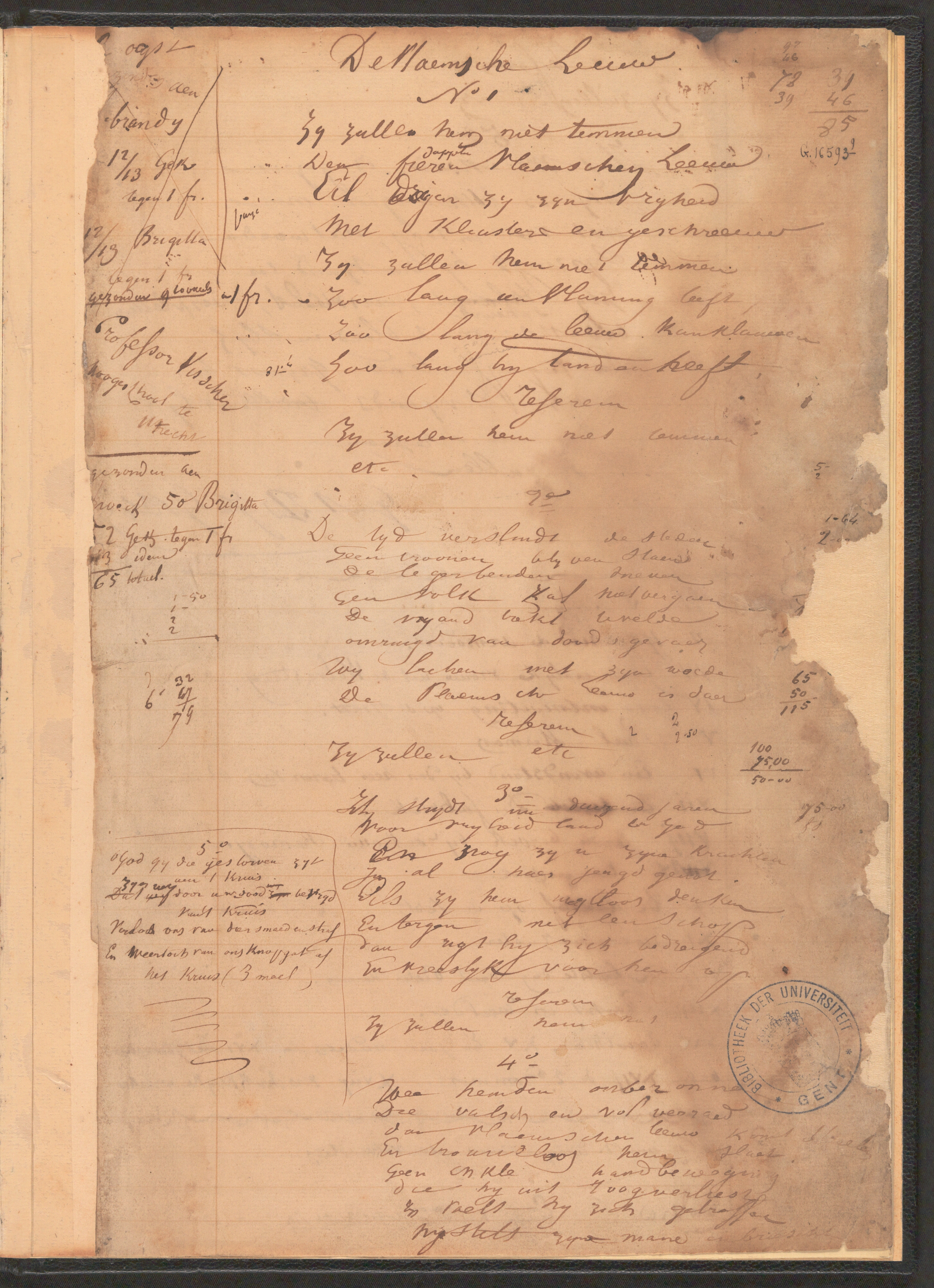
Het Vlaamse volkslied, De Vlaemsche leeuw. Geschreven door Hippoliet Van Peene. Gepubliceerd op 22 juli 1845. Origineel manuscript.